# Janice Elaine Vossová
Janice Elaine Vossová (8. října 1956 v South Bend, stát Indiana, USA – 7. února 2012 Scottsdale, stát Arizona) byla americká kosmonautka. Ve vesmíru byla pětkrát.

## Život

### Studium a zaměstnání
Absolvovala střední školu Minnechaug Regional High School v městě Wilbraham (1972) a pak pokračovala ve studiu na Purdueově univerzitě. Po ukončení studia v roce 1975 pokračovala ve vysokoškolském studiu na Massachusetts Institute od Technology. Studium zakončila získáním doktorátu v roce 1987.
Zaměstnání si našla v Houstonu u NASA Zde také prodělala výcvik a od roku 1991 byla členkou jednotky astronautů při NASA.
Vdala se v roce 1994 a záhy rozvedla. Zemřela ve věku 55 let na rakovinu.

### Lety do vesmíru
Na oběžnou dráhu se v raketoplánech dostala pětkrát s funkcí letová specialistka a strávila ve vesmíru 49 dní, 3 hodiny a 49 minut. Byla 295, člověkem ve vesmíru, 24. ženou.
- STS-57 Endeavour (21. června 1993 – 1. července 1993)
- STS-63 Discovery (3. února 1995 – 11. února 1995)
- STS-83 Columbia (4. dubna 1997 – 8. dubna 1997)
- STS-94 Columbia (1. července 1997 – 17. července 1997)
- STS-99 Endeavour (11. února 2000 – 22. února 2000)